# Радован Ковачевић Максим
Радован Ковачевић Максим (Доње Црквице, код Никшића, 6. септембар 1919 — Радан планина, 13. март 1943) био је учесник Народноослободилачке борбе и народни херој Југославије.

## Биографија
Рођен је 6. септембра 1919. у Доњим Црквицама код Никшића. Потиче из сиромашне сељачке породице, која је морала после Првог светског рата да потражи боље услове за живот. Често се сељакала, да би се на крају настанила у македонском селу Горничет, код Ђевђелије. Радован је гимназију учио у Ђевђелији и Скопљу. После матуре, постао је студент Филозофског факултета у Скопљу. Одмах по почетку студија, почео је да се истиче напредним ставовима, па је већ од 1938. био један од истакнутих демонстраната и пропагатор комунизма међу студентима. Члан Комунистичке партије Југославије (КПЈ) постао је 1939. године.
После повратка у Ђевђелију, у време одмора почео је да окупља омладину и организује зборове. Полиција га је прогонила, па га је, после једног збора омладине у Ђевђелији, ухапсила. Био је изведен пред Државни суд за заштиту државе. На суду је имао примерно држање. Окружни суд у Струмици ослободио га је оптужбе, јер је на процесу чињеницама оповргао наводе оптужнице и окренуо оптужбу против режима који га је прогонио и малтретирао. Убрзо је у Скопљу опет био ухапшен као један од организатора јавних демонстрација против режима, па је, заједно с групом комуниста, био интерниран у концентрациони логор у Смедеревској Паланци. Из овог логора је изишао непосредно пред напад Немачке на Југославију, априла 1941. године.
Августа 1941. налазио се у партизанима. Био је један је од организатора Кукавичког партизанског одреда. Касније је учествовао у борбама које је водио Лесковачки партизански одред. У свим тим борбама истицао се као борац и руководилац. Постао је политички комесар Првог јужноморавског партизанског одреда.
Погинуо је у борби с бугарским фашистима из злогласне казнене експедиције „Ловна рота“, 13. марта 1943. године, на Радан планини, на Јововића ливадама.
Указом Председништва АВНОЈ-а постхумно је 6. јула 1945. одликован Орденом заслуга за народ првог реда. Указом Президијума Народне скупштине ФНРЈ 5. јула 1952. проглашен је за народног хероја.
Цела његова породица била је на страни Народноослободилачког покрета. У борбама су му учествовали отац, два брата и сестре. Два брата су му погинула у партизанима.
Основна школа у Лебану и основна школа у Леци носе његово име.